# 复州厅
复州厅，清朝时设置的厅。
雍正五年（1727年）置，治所在今辽宁省瓦房店市西北复州城。雍正十一年（1733年），裁厅改為復州。